# Bất đồng chính kiến ở Việt Nam
Tại Việt Nam, bất đồng chính kiến từng xuất hiện trong nhiều giai đoạn lịch sử dưới nhiều loại hình khác nhau.

## Thời Pháp thuộc
Trong thời Pháp thuộc, Nhiều người bất đồng chính kiến tại miền Nam (nơi có chính quyền thuộc địa và được hưởng phần nào tự do chính trị như một lãnh thổ Pháp), đã liên kết và thành lập những tổ chức đối lập công khai như Đảng Lập hiến Đông Dương, Đảng Phục Việt ở Nam Kỳ, ra tranh cử và tham gia chính trường công khai và xuất bản báo tư nhân (như Gia Định báo, Nông cổ mín đàm, Tribune Indigène).
Tại Trung Kỳ và Bắc Kỳ, chính quyền bảo hộ tuy cho phép ra báo tư nhân (như Đông Dương tạp chí, Phong Hóa,...) nhưng không cho phép lập những tổ chức đối lập nên những người bất đồng chính kiến và phản đối chính sách thực dân đã thành lập những tổ chức cách mạng tìm cách lật đổ chính quyền bảo hộ bằng vũ khí như Việt Nam Cách mệnh Đồng minh Hội, Việt Nam Quốc dân Đảng... Những tổ chức quần chúng khác tuy được chính quyền thuộc địa Pháp cho hoạt động công khai vì lý do văn hóa hay cộng đồng nhưng đã lợi dụng để phổ biến tư tưởng quốc gia yêu nước và độc lập qua cách phổ biến những ca khúc yêu nước, học tập gương danh nhân Việt Nam, phổ biến trí thức như tổ chức Hướng Đạo Việt Nam, trường Đông Kinh Nghĩa thục...

## Giai đoạn 1954 – 1975
Trong thời kỳ Chiến tranh Việt Nam, tại miền Nam, thời Việt Nam Cộng hòa, nhiều tổ chức chính trị do những người bất đồng chính kiến thành lập để hoạt động công khai, tranh cử vào quốc hội và tham gia chính trường, ra báo, biểu tình (như Ký giả đi ăn mày), Đảng Dân chủ Xã hội Việt Nam, lực lượng thành phần thứ ba (Dương Văn Minh, Vũ Văn Mẫu, Nhất Linh, ông Đạo Dừa...). Đặc biệt trong thời Đệ Nhất Cộng hòa Việt Nam, chính quyền Ngô Đình Diệm tìm cách hạn chế đối lập nên nhiều tổ chức đối lập đã tổ chức những cuộc biểu tình như trong dịp Quốc nạn Phật giáo Việt Nam. Khi đó, Thích Quảng Đức tự thiêu tại một ngã tư đông đúc ở Sài Gòn vào ngày 11 tháng 6 năm 1963 nhằm phản đối sự đàn áp Phật giáo của chính quyền Việt Nam Cộng hòa do Ngô Đình Diệm lãnh đạo. Tấm ảnh chụp hòa thượng tự thiêu đã được truyền đi khắp thế giới và gây nên sự chú ý đặc biệt tới chính sách của chế độ Ngô Đình Diệm. Nữ tu Nhất Chi Mai cũng đã tự thiêu để phản đối Chiến tranh Việt Nam.
Theo báo cáo đặc biệt năm 1973 của Tổ chức Ân xá quốc tế (Amnesty International – AI), có tồn tại việc chính quyền Việt Nam Cộng hòa đàn áp những người bất đồng chính kiến, trong đó có việc lạm dụng các điều luật mơ hồ để bắt giữ tuỳ tiện, tra tấn, và xét xử bằng toà án binh. Những người dân thường bị Việt Nam Cộng hòa giam giữ đều được Tổ chức Ân xá Quốc tế xem là tù nhân chính trị, vì đa phần trong số đó bị giam giữ vì lý do bất đồng chính kiến. Nhiều người bị bắt mặc dù không có liên hệ với Chính phủ Cách mạng lâm thời Cộng hòa miền Nam Việt Nam hay Mặt trận Dân tộc Giải phóng miền Nam Việt Nam. Theo AI, Việt Nam Cộng hòa có bốn loại tù nhân bao gồm: tù hình sự, những người thuộc Chính phủ Cách mạng lâm thời Cộng hòa miền Nam Việt Nam hay Mặt trận Dân tộc Giải phóng miền Nam Việt Nam, những người có liên hệ với Chính phủ Cách mạng lâm thời Cộng hòa miền Nam Việt Nam hay Mặt trận Dân tộc Giải phóng miền Nam Việt Nam và những người bất đồng chính kiến. Những người bất đồng chính kiến được phía Chính phủ Cách mạng lâm thời Cộng hòa miền Nam Việt Nam, Mặt trận Dân tộc Giải phóng miền Nam Việt Nam và Việt Nam Dân chủ Cộng hòa gọi là "lực lượng chính trị thứ ba" tại miền Nam. AI cho rằng Việt Nam Cộng hòa giam giữ khoảng 200.000 tù chính trị nhưng phía VNCH cho rằng họ chỉ giam khoảng 37.000 người. Một trường hợp tiêu biểu của AI nhắc tới là dân biểu Trần Ngọc Châu một người bất đồng chính kiến bị chính quyền Nguyễn Văn Thiệu quy chụp là cộng sản nằm vùng. Sau Hiệp định Paris, ông Châu được trao trả cho Chính phủ Cách mạng lâm thời Cộng hòa miền Nam Việt Nam nhưng ông từ chối vì cho rằng mình không phải là cộng sản. Thực tế đã chứng minh điều đó khi sau năm 1975, ông này đã sang Hoa Kỳ định cư. Theo AI, VNCH đã bắt bớ và giam giữ tuỳ tiện những người bất đồng chính kiến ở miền Nam thông qua những điều luật chống Cộng mơ hồ và tù binh không được hưởng các quy chế quốc tế. Nhiều tù chính trị bị coi là đặc biệt nguy hiểm bị giam giữ mà không qua xét xử. Nhiều phiên xử của các tòa án binh chỉ kéo dài trong 5 phút. Theo AI, tù nhân chính trị còn bị tra tấn, bức cung, nhục hình tại các nhà giam, đặc biệt là tại Tổng nha Cảnh sát Quốc gia Đô thành Sài Gòn. Tình trạng đối xử tàn tệ với tù nhân diễn ra khốc liệt hơn khi Quân lực Việt Nam Cộng hòa và cố vấn Hoa Kỳ can thiệp vào các trại giam. Báo cáo cho biết việc biệt giam, cùm, đánh đập dã man và nhốt tù nhân trong chuồng cọp khiến cho một số tù nhân bị tàn tật vĩnh viễn. Một số tù nhân đã chết trong ngục hoặc bị liệt nửa người. Từ năm 1972, hội Chữ thập đỏ bị ngăn cấm vào tiếp xúc và hỗ trợ cho tù chính trị. Đa số người bị cáo buộc vi phạm những tội chính trị kể trên đều bị giam giữ vô thời hạn mà không được mang ra xét xử. Căn cứ vào Điều 4, Hiến pháp năm 1967 về việc bài trừ chủ nghĩa Cộng sản, chính quyền Việt Nam Cộng hòa thường bắt người với lý do "gây nguy hiểm đến an ninh quốc gia", "gây suy sụp tinh thần chiến sỹ quân đội", tập hợp người gây bất lợi cho an ninh quốc gia, cổ súy chủ thuyết cộng sản, thân cộng, thân cộng-trung lập,...Luật nhà binh được chính quyền sử dụng trong các vụ án chính trị.
Tại miền Bắc thời Việt Nam Dân chủ Cộng hòa, lực lượng đối lập không được phép thành lập tổ chức công khai hay biểu tình nên những tổ chức đối lập thời Pháp thuộc bị giải thể và những người bất đồng chính kiến tìm cách ra báo dưới danh nghĩa một cơ quan nhà nước như nhóm Nhân Văn-Giai Phẩm. Nhóm này xuất bản báo Nhân văn ra được 5 số và tạp chí Giai phẩm ra được 4 số rồi bị đình bản. Sau đó, hầu hết các văn nghệ sĩ tham gia Phong trào Nhân Văn-Giai Phẩm phải tham gia các khóa học tập về tư tưởng xã hội chủ nghĩa. Một số bị treo bút một thời gian dài: Lê Đạt, Trần Dần, số khác không tiếp tục con đường sự nghiệp văn chương, thậm chí có người bị giam giữ trong một thời gian dài và tiếp tục bị giám sát trong nhiều năm sau khi mãn tù như trường hợp Nguyễn Hữu Đang. Dư luận chung thường gọi đây là "Vụ án Nhân Văn–Giai Phẩm". Trong Cải cách ruộng đất tại miền Bắc Việt Nam có nhiều "sai lầm và khuyết điểm" (như tuyên bố của Hội nghị Trung ương 10 của Đảng Lao động Việt Nam), giáo sư Trần Đức Thảo, và một số người bị oan như Tu sĩ Thiều Chửu tự sát vì bị nghi oan. Một số luật sư như Nguyễn Mạnh Tường đã công khai phê bình những sai lầm trong các bài phát biểu trước quốc hội.

## Từ 1975 đến nay
Từ năm 1988, với sự tuyên bố ngừng hoạt động của Đảng Dân chủ Việt Nam và Đảng Xã hội Việt Nam, Nhà nước Việt Nam không cho phép thành lập đảng, tổ chức đối lập công khai cũng như phát hành báo chí tư nhân (Chỉ thị 37) và biểu tình, mít tinh ngoài biên chế.
Những người bất đồng chính kiến đã dùng Internet để tuyên truyền quan điểm chính trị của họ về việc không đồng tình với chính sách, quy định nào đó của nhà nước, hoặc tuyên bố chống lại Đảng Cộng sản và Nhà nước Việt Nam. Hình thức bao gồm diễn đàn, blog (Huy Đức, mạng Bauxite Việt Nam, mạng lưới Nhân quyền Việt Nam,...) hay phát biểu qua mạng Paltalk hoặc lui vào hoạt động bí mật, không được công nhận công khai như Tập hợp Thanh niên Dân chủ, Khối 8406, Câu lạc bộ Những Người Kháng chiến cũ. Nhiều người bị bắt giam vì nhà nước Việt Nam cho rằng họ đã vi phạm Điều 88 Bộ luật Hình sự về hành vi lợi dụng quyền tự do để tuyên truyền chống Nhà nước.
Hiện nay có một số nhà bất đồng chính kiến nổi tiếng như Bùi Tín, Cù Huy Hà Vũ, Dương Thu Hương, Hoàng Minh Chính, Hà Sĩ Phu, Lê Chí Quang, Lê Công Định, Lê Thị Công Nhân, Lê Trần Luật, Nguyễn Gia Kiểng, Nguyễn Hộ, Nguyễn Hữu Chánh, Nguyễn Tiến Trung, Nguyễn Văn Lý, Nguyễn Văn Đài, Nguyễn Vũ Bình, Nguyễn Đan Quế, Nguyễn Xuân Giản, Phạm Hồng Sơn, Thích Huyền Quang, Thích Không Tánh, Thích Quảng Độ, Thích Tuệ Sỹ, Trần Khải Thanh Thủy, Trần Quốc Hiền, Trần Độ, Vũ Thư Hiên.

### Phản biện về bất đồng chính kiến
Đảng Cộng sản Việt Nam luôn khẳng định sự lãnh đạo suốt 80 năm qua của Đảng luôn luôn đúng đắn . Hiện tại chưa có sự rõ ràng về sự quản lý tư tưởng của Đảng Cộng sản đối với những Việt Kiều hai quốc tịch.
Những người thường xuyên bộc lộ tư tưởng chỉ trích sự lãnh đạo của Đảng được coi là các đối tượng "bất đồng chính kiến", và ở mức cao hơn là "thế lực thù địch" và có thể bị nghiêm trị. Ví dụ điển hình như trường hợp Cù Huy Hà Vũ có các bài phát biểu phản đối tư tưởng và đường lối lãnh đạo của Đảng đã bị buộc tội "chống phá nhà nước xã hội chủ nghĩa". Theo Tuyên ngôn Quốc tế Nhân quyền mà Việt Nam đã ký cam kết thực hiện, công dân có quyền "tự do tư tưởng" trong khuôn khổ pháp luật, nhưng sự phân định giữa "phản biện" và "tuyên truyền chống phá" là chưa nhất quán.
Chính phủ Việt Nam cho rằng phản biện xã hội là rất cần thiết, tuy nhiên Quyết định 97 của Thủ tướng Chính phủ ra năm 2009 yêu cầu "ý kiến phản biện về đường lối, chủ trương, chính sách của Đảng, Nhà nước cần gửi ý kiến đó cho cơ quan Đảng, Nhà nước có thẩm quyền, không được công bố công khai với danh nghĩa hoặc gắn với danh nghĩa của tổ chức KHCN . Vì vậy, không có ý kiến phản biện nào có thể được công bố công khai trước khi cho phép.

### Đặc điểm và thành phần
Những loại hình có thể có của bất đồng chính kiến: 
- Loại hình bảo vệ lợi ích của mình và phản đối các bất cập trong quy chế xã hội như nông dân khiếu kiện và biểu tình chống bất công trong việc trưng thu đất đai của họ,[8] công nhân đình công đòi tăng lương và tăng quy chế bảo vệ xã hội, sinh viên đòi giảm học phí, người dân chống tăng giá xăng...
- Loại hình phản biện chính thống bao gồm những trí thức hoặc tổ chức phản đối một chính sách nào đó của nhà nước và phản biện công khai các chính sách mà họ cho là chưa hợp lý, thông qua các phương tiện truyền thông nhà nước như Nguyễn Huệ Chi, Lê Đăng Doanh, Viện nghiên cứu Phát triển IDS, Thiều Chửu, Phan Đình Diệu.
- Loại hình ly khai hay là bị Đảng kỷ luật bao gồm các cán bộ, chiến sĩ, Đảng viên Đảng Cộng sản Việt Nam cũ đã bị khai trừ đảng. Họ viết sách, tham luận về những quan điểm của họ và phổ biến bằng những phương tiện không chính thống ngoài tầm kiểm soát của nhà nước như Trần Độ, Trần Xuân Bách, Hoàng Văn Hoan, Hoàng Minh Chính, Trần Mạnh Hảo, Dương Thu Hương, Bùi Tín, Tô Hải[9] Nguyễn Hộ và các thành viên Câu lạc bộ Những Người Kháng chiến cũ, Tống Văn Công (nguyên tổng biên tập báo Lao động),[10]
- Loại hình liên kết bao gồm thành lập những tổ chức tìm cách liên kết để có thể hoạt động hiệu quả hơn và có chủ trương rõ ràng như Tập hợp Thanh niên Dân chủ, Khối 8406, Cao trào Nhân bản (Nguyễn Đan Quế), Giáo hội Phật giáo Việt Nam Thống nhất, Việt Nam Canh tân Cách mạng Đảng.
- Loại hình tự phát bao gồm những cá nhân bức xúc vì một chính sách nào đó mà họ cho là bất công, hoặc có thái độ chống Đảng Cộng sản và những nhà lãnh đạo Việt Nam một cách mãnh liệt. Những người này thường tuyên truyền qua biểu tình hoặc những phương tiện truyền thông không được nhà nước Việt Nam công nhận, như Lê Hiền Đức (khiếu kiện cho nông dân bị trưng thu đất), Cù Huy Hà Vũ (kiện thủ tướng Nguyễn Tấn Dũng về việc ký quyết định cho phép Trung Quốc khai thác quặng bauxit tại Tây Nguyên Việt Nam), Lê Thị Công Nhân (phê phán chủ nghĩa Cộng sản, Hồ Chí Minh và Võ Nguyên Giáp), Nguyễn Phương Uyên (kêu gọi biểu tình chống quan hệ ngoại giao với Trung Quốc), Nguyễn Tiến Trung, Đỗ Thị Minh Hạnh, Tađêô Nguyễn Văn Lý hoặc qua mạng Internet, như blogger Điếu Cày, Trương Duy Nhất, Huy Đức, hoặc phát tán tài liệu về nhân quyền như Hà Sĩ Phu, Phạm Hồng Sơn, Nguyễn Vũ Bình, Trần Huỳnh Duy Thức, các luật sư như Lê Trần Luật, Nguyễn Văn Đài, Lê Công Định, Lê Quốc Quân, Hà Huy Sơn... Một số người thuộc nhóm "tự phát" này, sau một thời gian thì trở thành nhân sự của các tổ chức "Liên kết" ở trên.
- Loại cuối cùng là những người thuộc nhóm cánh Tả đối lập, tức là những người theo chủ nghĩa xã hội cho rằng đảng Cộng Sản Việt Nam đã đi chệch hướng, xa rời lý tưởng Marx-Lenin và phê phán đường lối, cách điều hành đất nước của đảng hiện nay, thí dụ vụ Việt Nam tham gia Tổ chức thương mại Thế giới (WTO) vào năm 2007, hay Việt Nam mở cửa ngày càng sau rộng cho kinh tế thị trường và đầu tư nước ngoài; tình trạng tham nhũng, trì trệ của đất nước; khoảng cách giàu nghèo và phân biệt giai cấp ở Việt Nam tăng nhanh; và chính quyền đàn áp các cuộc bãi công, biểu tình của tầng lớp công nhân, nông dân trong thời gian gần đây,...[11][12][13]

### Sự kiện
- 1980 – Điều 4 Hiến pháp nước Cộng hòa xã hội chủ nghĩa Việt Nam năm 1980 và 1992 quy định địa vị lãnh đạo duy nhất của Đảng Cộng sản Việt Nam.[14] Điều này tạo ra nhiều ý kiến tranh luận về sự vi hiến của hiến pháp và nhiều ý kiến đòi sửa đổi quy định này.[15]
- 2006: Chỉ thị 37 tái khẳng định "Tăng cường lãnh đạo, quản lý báo chí: kiên quyết không để tư nhân hóa báo chí dưới mọi hình thức; không để bất cứ tổ chức, cá nhân nào lợi dụng, chi phối báo chí phục vụ lợi ích riêng." (Chỉ thị 37[2])
- 2007: Thủ tướng Nguyễn Tấn Dũng ký Dự án khai thác bauxite ở Tây Nguyên gây ra nhiều ý kiến tranh cãi khác nhau trong dư luận. Một số trí thức như giáo sư Nguyễn Huệ Chi thành lập trang Bauxite Việt Nam để thông tin, trao đổi về vấn đề bauxite ở Việt Nam và góp tiếng nói phản biện nhiều mặt của người trí thức.[16]
- 2007: Vào tháng 11 năm 2007, Quốc vụ viện nước Cộng hòa Nhân dân Trung Hoa thành lập một đô thị cấp huyện (huyện cấp thị) thuộc tỉnh Hải Nam lấy tên là Tam Sa có phạm vi quản lý 3 quần đảo trên Biển Đông, trong đó có hai quần đảo tranh chấp với Việt Nam là quần đảo Hoàng Sa và quần đảo Trường Sa đã gây nên một phong trào tự phát của thanh niên sinh viên xuống đường phản ứng về việc thành lập thành phố Tam Sa, một số vụ xuống đường bị chính quyền giải tán. Bất đồng về cách xử lý các vấn đề tranh chấp với Trung Quốc như vấn đề cột mốc biên giới, vấn đề Hoàng Sa tiếp tục gây chia rẽ ý kiến và gây nhiều tranh cãi kèm theo đó những chỉ trích của các nhân vật bất đồng chính kiến về thái độ của Nhà nước và đảng cộng sản.
- 2007 Luật sư Lê Thị Công Nhân bị bắt tạm giam tại Hà Nội vào ngày 6 tháng 3 năm 2007 với lý do "hoạt động tuyên truyền chống nhà nước Xã hội chủ nghĩa Việt Nam", và bị xóa tên khỏi danh sách Đoàn Luật sư Hà Nội. Sau hơn hai tháng "tạm giam", cô và Nguyễn Văn Đài được đem ra xét xử, bị kết án 4 năm tù và 3 năm quản chế và xóa tên khỏi đoàn luật sư (bị cấm hành nghề). Việc bắt giam luật sư Lê Thị Công Nhân gây ra những chỉ trích từ phía Cộng đồng chung châu Âu EU, Hoa Kỳ và các tổ chức nhân quyền trên thế giới.
- 2008: Thay đổi Tổng biên tập, phó tổng biên tập các tờ báo Thanh Niên, Tuổi Trẻ (Bùi Thanh, Vũ Kim Hạnh, Nguyễn Công Khế), kỷ luật và rút thẻ nhà báo nhiều phóng viên vì liên quan đến việc đăng tin bài phản ánh vụ án tham nhũng điển hình nhất đến lúc bấy giờ, vụ án PMU 18[17].
- 2008: Việt Nam cho ra đời Cục Quản lý Phát thanh, Truyền hình và Thông tin điện tử, đặt dưới quyền quản lý của Bộ Thông tin – Truyền thông. Cơ quan này có chức năng xây dựng quy định quản lý thông tin trên Internet, trong đó có Quy định về quản lý blog cá nhân.[18] Điều này làm Tổ chức Phóng viên không biên giới RSF cho là Việt Nam có ý định kiểm soát Internet và xếp Việt Nam vào một trong 12 quốc gia Kẻ thù của Internet.[19].

Thực tế từ 2005, 2006 Việt Nam đã hệ thống hóa việc kiểm soát truy cập Internet bằng cách âm thầm block các site chủ yếu vì lý do tôn giáo, chính trị như Human Rights Watch, SaigonBao, Radio Free Asia, BBC Tiếng Việt và những bài blog của Lê Chí Quang, Nguyễn Đan Quế v.v. Điều đáng chú ý là trong cùng thời điểm, việc block các site có nội dung khiêu dâm hay bạo lực hầu hết không được tiến hành hoặc thực hiện rất chậm trong khi cấm các nội dung không hợp thuần phong, mỹ tục là nguyên nhân chính thức được công bố..
- 2009: Bắt giam blogger như Điếu Cày, đóng cửa các blog Người Buôn Gió,[21] Mẹ Nấm,[22] bắt giam và đưa ra xét xử nhiều nhà bất đồng chính kiến trong đó có Nguyễn Tiến Trung, luật sư Lê Công Định.
- 2009: Quyết định 97/2009/QĐ-TTg về việc ban hành Danh mục các lĩnh vực cá nhân được thành lập tổ chức khoa học và công nghệ (KH&CN) và phản biện chính sách[23] đưa đến việc Viện nghiên cứu Phát triển IDS tự giải thể để phản đối Quyết định.[24]
- 2010: Dự án Đường sắt cao tốc sử dụng hoàn toàn kỹ thuật và vốn vay từ Nhật Bản vấp phải sự phản đối quyết liệt từ Quốc hội và người dân, và bị Quốc hội bác bỏ dù Chính phủ muốn quyết tâm tiến hành dự án tốn kém 56 tỷ USD này.[25]

## Phát biểu
- Trong chuyến thăm Hoa Kỳ tháng 6 năm 2007, ông Nguyễn Minh Triết phát biểu rằng "Bất đồng chính kiến là chuyện bình thường, ngay trong Đảng cũng có nhiều ý kiến khác nhau. Ở Việt Nam không hề có chuyện bắt bớ, xét xử vì lý do bất đồng chính kiến, những người này vi phạm pháp luật Việt Nam và phải được xử lý theo pháp luật Việt Nam, họ hoạt động có tổ chức, kết nối trong nước, ngoài nước, nhận tiền, lập đảng này đảng khác, lên kế hoạch lật đổ chế độ. Hành động như vậy không thể chấp nhận được."[26]
- Phát ngôn viên Bộ Ngoại giao VN, ông Lê Dũng phát biểu rằng "Mọi công dân đều có quyền bày tỏ chính kiến của mình song quyền này phải được thực hiện trong khuôn khổ pháp luật, không xâm phạm đến lợi ích của người khác và lợi ích quốc gia. Mọi hành vi vi phạm pháp luật đều bị xử lý nghiêm minh theo quy định của pháp luật."[27]
- Giáo sư Carlyle Thayer, chuyên gia về Việt Nam tại Học viện Quốc phòng Australia có bài nhận xét việc bắt bất đồng chính kiến được tiến hành làm hai đợt, tháng 9/2008 và tháng 5-06/2009. Ông cho rằng "Từ khi ông Tô Huy Rứa vào Bộ Chính trị hồi đầu năm ngoái, người ta thấy có một sự mài dũa trông thấy đối với báo chí chính thống trong việc tường thuật các trường hợp liên quan bất đồng chính kiến. Ông Rứa là trưởng Ban Tuyên giáo Trung ương, hợp tác chặt chẽ với Đảng Cộng sản Trung Quốc trong các vấn đề về tư tưởng. Từ khi ông Rứa được vào Bộ Chính trị, việc này sẽ dẫn đến thắt chặt kiểm soát tư tưởng đối với đội ngũ trí thức, học giả, nhà báo và thanh niên sử dụng mạng Internet. Điều này nay đã rõ ràng. Đợt trấn áp bất đồng chính kiến hiện nay là mở đầu chiến dịch của phe bảo thủ về tư tưởng và khối an ninh trong Đảng nhằm hình thành các chính sách và ảnh hưởng việc lựa chọn lãnh đạo trước Đại hội Đảng đầu 2011."[28]